# Tom Reid
Thomas Allan „Tom“ Reid (* 24. Juni 1946 in Fort Erie, Ontario) ist ein ehemaliger kanadischer Eishockeyspieler, der im Verlauf seiner aktiven Karriere zwischen 1964 und 1978 unter anderem 743 Spiele für die Chicago Black Hawks und Minnesota North Stars in der National Hockey League auf der Position des Verteidigers bestritten hat.

## Karriere
Reid verbrachte seine Juniorenzeit zwischen 1964 und 1967 bei den St. Catharines Black Hawks in der Ontario Hockey Association. Über den Zeitraum von drei Jahren absolvierte der Verteidiger dabei 162 Spiele für die Black Hawks und erzielte dabei 62 Scorerpunkte. Am Ende seines letzten Jahrs, das persönlich zugleich sein erfolgreichstes war, wurde er ins First All-Star Team der OHA gewählt. Zudem debütierte er am Ende der Spielzeit 1966/67 im Profibereich bei den St. Louis Braves aus der Central Professional Hockey League.
Aufgrund der Expansion der National Hockey League zur Saison 1967/68 mit der eine Erweiterung von sechs auf zwölf Mannschaften einherging, erhielt Reid zum Beginn der Spielzeit einen Platz im Kader der Chicago Black Hawks. Für die Black Hawks absolvierte er eineinhalb Spieljahre bis zum Februar 1969, ehe er gemeinsam mit Bill Orban zu den Minnesota North Stars transferiert wurde. Im Gegenzug sicherten sich die Chicago Black Hawks die Dienste von André Boudrias und Mike McMahon junior.
Bei den Minnesota North Stars fand der 22-jährige Kanadier schließlich eine sportliche Heimat. Er verblieb den Rest der laufenden sowie neun folgende Spielzeiten bei den North Stars und gehörte zu den ersten Identifikationsfiguren des noch jungen Franchises im Verlauf der 1970er-Jahre. In der zweiten Hälfte der 1970er-Jahre stellten sich bei dem Abwehrspieler jedoch Hautprobleme ein, die ihn sowohl beim Spiel als auch im Alltag massiv behinderten und schließlich im Verlauf der Saison 1977/78 zum Rücktritt vom aktiven Sport zwangen. In der Folge stellten die Teamärzte fest, dass Reid eine Allergie gegen die verarbeiteten Materialien seiner Spielkleidung entwickelt hatte.
Nach seinem Karriereende arbeitete Reid zwölf Jahre lang als Kommentator bei den Spielübertragungen der Minnesota North Stars. Diesen Posten füllte er nach dem Umzug der North Stars nach Dallas dann bei der Eishockeymannschaft der University of Minnesota aus. Seit 2000 betreut er die Radioübertragungen der Minnesota Wild.

## Erfolge und Auszeichnungen
- 1967 OHA First All-Star Team

## Karrierestatistik
(Legende zur Spielerstatistik: Sp oder GP = absolvierte Spiele; T oder G = erzielte Tore; V oder A = erzielte Assists; Pkt oder Pts = erzielte Scorerpunkte; SM oder PIM = erhaltene Strafminuten; +/− = Plus/Minus-Bilanz; PP = erzielte Überzahltore; SH = erzielte Unterzahltore; GW = erzielte Siegtore; 1 Play-downs/Relegation; Kursiv: Statistik nicht vollständig)